# Donald Cram
Donald James Cram (Chester, Vermont, 1919. április 22. – Palm Desert, Kalifornia, 2001. június 17.) amerikai kémikus. 1987-ben kémiai Nobel-díjjal tüntették ki, Jean-Marie Lehnnel és Charles Pedersennel megosztva, „az élő rendszerek anyagainak kémiai viselkedését utánzó molekulák létrehozásáért”.

## Életrajz
Cram a vermonti Chesterben született és nőtt fel, skót bevándorló apától és német bevándorló anyától. Édesapja meghalt, mielőtt Cram betöltötte volna a 4. életévét, így ő maradt az egyetlen férfi az ötfős családban. A rászoruló gyermekeknek nyújtott támogatáson (Aid to Dependent Children) nőtt fel, és korán megtanult dolgozni, olyan munkákat végzett, mint a gyümölcsszedés, újságkihordás és házfestés, miközben zongoraleckéket vett csere útján. Mire betöltötte a 18. életévét, legalább 18 különböző munkát végzett.
A Long Island-i Winwood Gimnáziumba járt. 1938 és 1941 között a floridai Winter Parkban található Rollins College-ban tanult nemzeti ösztöndíjjal, ahol kémia szakon diplomázott.

## Fordítás
- Ez a szócikk részben vagy egészben  a   Donald J. Cram című angol Wikipédia-szócikk ezen változatának fordításán alapul.  Az eredeti cikk szerkesztőit annak laptörténete sorolja fel. Ez a jelzés csupán a megfogalmazás eredetét és a szerzői jogokat jelzi, nem szolgál a cikkben szereplő információk forrásmegjelöléseként.